# شهرستان کوشالین
شهرستان کوشالین (به لهستانی: Powiat Koszalin) یک شهرستان در لهستان است که در استان پومرانی غربی واقع شده‌است. شهرستان کوشالین ۱٬۶۶۹٫۰۹ کیلومتر مربع مساحت و ۶۴٬۰۸۷ نفر جمعیت دارد.